# Alphons Gabriel von Porcia
Alphons Gabriel von Porcia, X principe di Porcia, in italiano Alfonso Gabriele Porcia indicato anche come Porzia (Gorizia, 19 gennaio 1761 – Milano, 26 aprile 1835), è stato un nobile, politico e poeta austriaco.

## Biografia
Figlio del conte Alphons Anton Ambros von Porcia e di sua moglie, la contessa Leopoldine von Attems, Alphons Gabriel nacque a Gorizia nel 1761.
Nel 1814 venne nominato consigliere privato dell'imperatore e nel 1823 venne nominato governatore della città imperiale di Trieste, carica che mantenne sino alla morte. Si stabilì a vivere a Venezia presso la casa del cugino principe Franz Seraph von Porcia, del quale divenne poi unico erede nel 1827 alla sua morte. Non avendo avuto Franz Seraph figli maschi, Alphons Gabriel gli succedette anche nel titolo di principe di Porcia. Come governatore di Trieste promosse l'apertura, nel 1828, di una strada da Opicina al porto (il principale dell'impero all'epoca), e favorì la creazione delle prime compagnie di assicurazione delle quali fu socio fondatore (Assicurazioni Generali nel 1831 e Lloyd austriaco nel 1833, gettando anche le basi per il Lloyd triestino che verrà però fondato solo dopo la sua morte nel 1836). Per i meriti accumulati e la buona amicizia col principe di Metternich e con l'imperatore, nel 1828 ottenne la gran croce dell'Ordine imperiale di Leopoldo e nel 1830 il Toson d'oro, la massima onorificenza concessa dalla corona imperiale austriaca.
Visse a Venezia, dove si era sposato con la lontana cugina Theresia von Porcia, e si dedicò alla poesia,  componendo più di centocinquanta epigrammi dedicati alla consorte e prendendo contatti con Honoré de Balzac che poi suo figlio ospiterà proprio nella loro casa veneziana. Si interessò anche alle scienze naturali delle quali fu un grande promotore, in particolare dell'entomologia attraverso cui entrò in contatto con Johannes von Nepomuk Franz Xaver Gistel. Fece completamente restaurare il palazzo di famiglia a Spittal an der Drau.
Morì a Milano nel 1835.

## Matrimonio e figli
Alphons Gabriel sposò il 10 settembre 1799 a Venezia la contessa Maria Theresia von Porcia, figlia di suo fratello il conte Johannes Ferdinand von Porcia e pertanto sua nipote. La coppia ebbe i seguenti figli:
- Alphons Seraph (1801-1876), XI principe di Porcia, sposò la contessa Eugenia Vimercati Sanseverino (madre della celebre Duchessa Eugenia Litta)
- Franziska Seraphina detta Fanny (1808-1887), sposò il conte e senatore Faustino Vimercati Sanseverino; fu madre del senatore Alfonso Sanseverino Vimercati

## Ascendenza
|                                                  |                                |                                  | Genitori                          |  |  | Nonni |  |  | Bisnonni                                              |  |  | Trisnonni                  |  |
|                                                  |                                |                                  |                                   |  |  |       |  |  | Hyeronimus Askanius von Porcia, IV principe di Porcia |  |  | Ferdinand Guido von Porcia |  |
|                                                  |                                |                                  |                                   |  |  |       |  |  | Hyeronimus Askanius von Porcia, IV principe di Porcia |  |  | Ferdinand Guido von Porcia |  |
|                                                  |                                | Elisabetta Valmarana             |                                   |  |  |       |  |  | Hyeronimus Askanius von Porcia, IV principe di Porcia |  |  |                            |  |
| Germanicus Cesar von Porcia                      |                                |                                  |                                   |  |  |       |  |  | Hyeronimus Askanius von Porcia, IV principe di Porcia |  |  |                            |  |
|                                                  |                                | Luisa di Polcenigo               |                                   |  |  |       |  |  |                                                       |  |  |                            |  |
|                                                  |                                |                                  |                                   |  |  |       |  |  |                                                       |  |  |                            |  |
|                                                  |                                |                                  |                                   |  |  |       |  |  |                                                       |  |  |                            |  |
| Alphons Anton Ambros von Porcia                  |                                |                                  |                                   |  |  |       |  |  |                                                       |  |  |                            |  |
|                                                  |                                |                                  |                                   |  |  |       |  |  |                                                       |  |  |                            |  |
|                                                  |                                |                                  |                                   |  |  |       |  |  |                                                       |  |  |                            |  |
|                                                  |                                |                                  |                                   |  |  |       |  |  |                                                       |  |  |                            |  |
| Cassandra Augusta Piazzoni                       |                                |                                  |                                   |  |  |       |  |  |                                                       |  |  |                            |  |
|                                                  |                                |                                  |                                   |  |  |       |  |  |                                                       |  |  |                            |  |
|                                                  |                                |                                  |                                   |  |  |       |  |  |                                                       |  |  |                            |  |
|                                                  |                                |                                  |                                   |  |  |       |  |  |                                                       |  |  |                            |  |
| Alphons Gabriel von Porcia, X principe di Porcia |                                |                                  |                                   |  |  |       |  |  |                                                       |  |  |                            |  |
|                                                  | Peter Anton Raymund von Attems | Maximilian Franz von Attems      |                                   |  |  |       |  |  |                                                       |  |  |                            |  |
|                                                  | Peter Anton Raymund von Attems | Maximilian Franz von Attems      |                                   |  |  |       |  |  |                                                       |  |  |                            |  |
|                                                  | Peter Anton Raymund von Attems | Anna Clara Campana               |                                   |  |  |       |  |  |                                                       |  |  |                            |  |
| Ferdinand Joseph von Attems                      | Peter Anton Raymund von Attems |                                  |                                   |  |  |       |  |  |                                                       |  |  |                            |  |
|                                                  |                                | Fulvia Antonia von Attems        | Alfons von Attems                 |  |  |       |  |  |                                                       |  |  |                            |  |
|                                                  |                                | Fulvia Antonia von Attems        | Alfons von Attems                 |  |  |       |  |  |                                                       |  |  |                            |  |
|                                                  |                                | Fulvia Antonia von Attems        | Giulia Amigoni                    |  |  |       |  |  |                                                       |  |  |                            |  |
| Leopoldine von Attems                            |                                | Fulvia Antonia von Attems        |                                   |  |  |       |  |  |                                                       |  |  |                            |  |
|                                                  |                                | Marzio von Strassoldo-Soffumberg | Giulio Strassoldo di Sopra        |  |  |       |  |  |                                                       |  |  |                            |  |
|                                                  |                                | Marzio von Strassoldo-Soffumberg | Giulio Strassoldo di Sopra        |  |  |       |  |  |                                                       |  |  |                            |  |
|                                                  |                                | Marzio von Strassoldo-Soffumberg | Clorinda Strassoldo               |  |  |       |  |  |                                                       |  |  |                            |  |
| Aurora Clorinda von Strassoldo-Soffumberg        |                                | Marzio von Strassoldo-Soffumberg |                                   |  |  |       |  |  |                                                       |  |  |                            |  |
|                                                  |                                | Maria Anna von Strassoldo        | Marzio Anton von Strassoldo       |  |  |       |  |  |                                                       |  |  |                            |  |
|                                                  |                                | Maria Anna von Strassoldo        | Marzio Anton von Strassoldo       |  |  |       |  |  |                                                       |  |  |                            |  |
|                                                  |                                | Maria Anna von Strassoldo        | Aurora von Strassoldo-Klingenfels |  |  |       |  |  |                                                       |  |  |                            |  |
|                                                  |                                | Maria Anna von Strassoldo        |                                   |  |  |       |  |  |                                                       |  |  |                            |  |